# San Román de Campezo
San Román de Campezo (oficialmente San Román de Campezo/Durruma Kanpezu) es un concejo del municipio de Bernedo, en la provincia de Álava. 

## Geografía física
| Noroeste: Marquinez Arlucea Apellaniz | Norte: Corres         | Nordeste: Antoñana         |
| Oeste: Quintana                       |                       | Este: Bujanda              |
| Suroeste: Angostina                   | Sur: Retuerto Marañón | Sureste: Genevilla Cabredo |

## Despoblado
Forma parte del concejo el despoblado de:
- Retuerto.[1]

## Historia
Hacia mediados del siglo XIX, el lugar, por entonces con ayuntamiento propio, tenía contabilizada con una población de 184 habitantes. Aparece descrito en el quinto volumen del Diccionario geográfico-estadístico-histórico de España y sus posesiones de Ultramar de Pascual Madoz de la siguiente manera:

CAMPEZO (San Roman de): v. con ayunt. en la prov. de Alava (á Vitoria 6 leg.), part. jud. de Laguardia (4), aud. terr. de Burgos (28), c. g. de las Provincias Vascongadas, dióc. de Calahorra (12): sit. en cuesta, al S. de un monte que concluye en una peña cortada de bastante elevacion; la combaten principalmente los vientos del N., por cuya razon el clima es frio, pero saludable, no esperimentándose otras enfermedades comunes que algunos dolores de costado. Tiene 50 casas, la municipal, cárcel, escuela de primeras letras frecuentada por 30 niños de ambos sexos, dotada con 24 fan. de trigo anuales; una parr. dedicada á la Natividad de Nuestra Señora, y servida por 2 beneficiados, uno de ellos cura amovible, á voluntad del ob., y 3 ermitas, de las cuales una titulada San Miguel Arcángel, se halla á la salida del pueblo por el barrio de arriba; la otra con el título de Jesus Crucificado, en el estremo inferior de la v., y la tercera, dedicada á Roman Abad y Mártir, existe en la raiz del mencionado peñasco; es formada por una concavidad enteramente de piedra, en la cual caben mas de 200 personas: desde la guerra de la Independencia ha estado sin culto; pero reparado su altar mayor, fué bendecida nuevamente por comision del ob., y desde entonces se celebra en ella misa los sábados de cada semana. Para surtido de los vec. hay 2 fuentes de buenas aguas, sin contar otra de corto caudal que brotan en distintos puntos del térm. Confina este N. Corres; E. Bujanda; S. Cabredo y Genevilla, y O. Quintana, de cuya pobl. dista una leg. poco mas ó menos. Dentro del mismo, y á 1/8 de hora S. de la v., se encuentra el desp. de Rituerto, llamado antiguamente de Riotuerto, el que fué arruinado en 1710, pasando sus moradores á San Roman; únicamente se conservan algunas paredes y vestigios de su igl.; y su propiedad se litigó por mucho tiempo con la v. de Quintana, habiéndose declarado en favor de San Roman á consecuencia de la tercera y última sentencia; contiguo á este sitio se halla un plantío de árboles silvestres llamado la Dehesa de Rituerto, y es tan grande el cuidado que se tiene de dicho arbolado, que todos los años se exije juramente á los hombres mayores de 14 años, de que no cortarán ningún árbol. A una leg. escasa de la pobl. hay un monte llamado Izqui de Abajo, de 2 á 3 leg. de circunferencia, cuyas yerbas y arbolado corresponde comunalmente á esta y á otras siete v.; antiguamente era muy frondoso y poblado de árboles, pero con el transcurso del tiempo y con los desórdenes consiguientes á las contínuas guerras que han afligido al pais, ha sufrido destrozos y quemas de consideracion, hallándose actualmente bastante deteriorado. El terreno en lo general montuoso y quebrado, es medianamente fértil. Los caminos son locales y en regular estado. El correo se recibe una vez á la semana por el balijero de Sta. Cruz de Campezo. prod.: trigo, centeno, patatas, alubias, garbanzos, arvejas, lentejas y habas: se cria ganado vacuno, de cerda, mular, lanar y cabrío; y poca caza de liebres, perdices y codornices. ind.: ademas de la agrícola se dedican los vec. al corte de maderas para edificios, y al carboneo. pobl.: 38 vec., 184 alm. riqueza y contr. (V. Alava intendencia.)
(Madoz, 1846, p. 352)

En 1965 San Román de Campezo se integra dentro del municipio de Bernedo. En 2022, tenía empadronados veintitrés habitantes.

## Demografía
| Gráfica de evolución demográfica de San Román de Campezo entre 1842 y 1960 |
| |
| Población de derecho según los censos de población del INE Población de hecho según los censos de población del INEEntre el censo de 1970 y el anterior, este municipio desaparece porque se integra en el municipio 01016 (Bernedo) |

| Gráfica de evolución demográfica de San Román de Campezo entre 2000 y 2017 |
|                                                                            |
| Población de derecho según los censos de población del INE.                |

## Cultura

### Patrimonio material
- Iglesia parroquial de la Natividad de Nuestra Señora.[2]
- Ermita de San Román.[2][7][8]
- Ermita de San Miguel Arcángel.[2][7]Se localiza junto al cementerio.[9]
- Ermita del Santo Cristo del Humilladero o de Jesús Crucificado.[2][7][10]
- Fuente-Abrevadero-Lavadero.[11]
- Fuente-abrevadero, en el lateral de la calle.[12]
- Abrevadero, a la salida del pueblo, adosado a una vivienda particular.[13]
- Frontón ubicado al lado de la iglesia.[14]
- Mina de San Román de Campezo de asfaltos naturales.
- Hubo un hospital, en ubicación desconocida, citado por primera vez en la visita pastoral por la diócesis de Calahorra y La Calzada efectuada por el licenciado Martín Gil en 1556.[15]

### Patrimonio inmaterial
- Canto de las Auroras. Las más conservadas son las de Año Nuevo (1 de enero), Reyes (6 de enero), San Isidro (15 de mayo), La Virgen de la Inmaculada (8 de diciembre), Navidad (24 de diciembre) y la de las fiestas patronales de cada localidad.[16]
- Romería a la ermita de Nuestra Señora de Okón (Bernedo).[17] Primer sábado de septiembre o el último de agosto.[16]
- Fiestas patronales el 29 de septiembre, en honor a San Miguel.[16]